# 헨주 아그레스타
헨주 파스쿠알리 제글리우 아그레스타(포르투갈어: Athos Marangon Schwantes, 1985년 6월 27일 ~ )는 브라질의 펜싱 선수로 주 중목은 사브르이다. 그는 2004년, 2008년, 2012년 하계 올림픽에 참가하였다.